# Декабрь (премия)
Премия Декабрь (фр. prix Décembre) — французская литературная премия, учрежденная в 1989 году.
Премия, изначально называвшаяся «Ноябрь», была создана предпринимателем Мишелем Деннери как противовес Гонкуровской. Денежный эквивалент награды был определён в 200 тыс. франков (ныне 30 тыс. евро). В 1998 году, оставшись недовольным решением жюри, присудившего приз Мишелю Уэльбеку, творчество которого он не признавал, Деннери отказался продолжать финансирование, и премию спас другой меценат — миллиардер Пьер Берже, потребовавший сменить её название.
Жюри премии состоит из 12 человек со сменным председателем, а сама награда вручается в конце октября — начале ноября за книгу в жанре романа или эссе, не рассчитанную на коммерческий успех.

## Лауреаты Ноября
| Год  |  | Автор                  | Произведение                                                 | Издатель     |
| ---- |  | ---------------------- | ------------------------------------------------------------ | ------------ |
| 1989 |  | Ги Дюпре               | Осенние манёвры / Les Manœuvres d’automne                    | Оливье Орбан |
| 1990 |  | Франсуа Масперо        | Пассажиры экспресса Руасси / Les Passagers du Roissy-Express | Сёй          |
| 1991 |  | Рафаэль Конфьян        | Вода для кофе / Eau de café                                  | Грассе       |
| 1992 |  | (ex-æquo) Анри Тома    | Охота за сокровищами / La Chasse aux trésors                 | Галлимар     |
| 1992 |  | (ex-æquo) Роже Гренье  | Посмотри на падающий снег / Regardez la neige qui tombe      | Галлимар     |
| 1993 |  | Рене де Обальдиа       | Экзобиография / Exobiographie                                | Грассе       |
| 1994 |  | (ex-æquo) Жан Атцфельд | Облик войны / L’Air de la guerre                             | Оливье       |
| 1994 |  | (ex-æquo) Эрик Ольдер  | Прекрасная садовница / La Belle Jardinière                   | Дилетант     |
| 1995 |  | Жан Эшноз              | Высокие блондинки Les Grandes Blondes                        | Минюи        |
| 1996 |  | Режи Дебре             | Loués soient nos seigneurs                                   | Галлимар     |
| 1997 |  | Лидия Сальвер          | Сонм призраков / La Compagnie des spectres                   | Сёй          |
| 1998 |  | Мишель Уэльбек         | Элементарные частицы / Les Particules élémentaires           | Фламмарион   |

## Лауреаты Декабря
| Год  |  | Автор                      | Произведение                                                                                    | Издатель          | Примечания                      |
| ---- |  | -------------------------- | ----------------------------------------------------------------------------------------------- | ----------------- | ------------------------------- |
| 1999 |  | Клод Асколович             | Путешествие на край Франции / Voyage au bout de la France                                       | Грассе            |                                 |
| 2000 |  | Антони Палу                | Камилла / Camille                                                                               | Бартийя           |                                 |
| 2001 |  | Хлое Делом                 | Крик песочных часов / Le Cri du sablier                                                         | Лео Шеер          |                                 |
| 2002 |  | Пьер Мишон                 | Тело короля / Corps du roi                                                                      | Вердье            |                                 |
| 2003 |  | Режис Жофре                | Univers, univers                                                                                | Вертикаль         |                                 |
| 2004 |  | Филипп Форест              | Саринагара / Sarinagara                                                                         | Галлимар          |                                 |
| 2005 |  | Шарль Данциг               | Эгоистический словарь французской литературы / Dictionnaire égoïste de la littérature française | Грассе            |                                 |
| 2006 |  | Пьер Гийота                | Кома / Coma                                                                                     | Mercure de France | рассказ                         |
| 2007 |  | Янник Энель                | Круг / Cercle                                                                                   | Галлимар          |                                 |
| 2008 |  | Матьяс Энар                | Зона / Zone                                                                                     | Акт Сюд           | также премия Ливр Энтер         |
| 2009 |  | Жан-Филипп Туссен          | Правда о Мари / La Vérité sur Marie                                                             | Минюи             | Бельгийский автор               |
| 2010 |  | Фредерик Шиффтер           | Сентиментальная философия / Philosophie sentimentale                                            | Фламмарион        |                                 |
| 2011 |  | (ex-æquo) Жан-Кристоф Байи | От-странение. Путешествие по Франции / Le Dépaysement. Voyages en France                        | Сёй               |                                 |
| 2011 |  | (ex-æquo) Оливье Фребур    | Гастон и Густав / Gaston et Gustave                                                             | Mercure de France |                                 |
| 2012 |  | Матье Рибуле               | Труды милосердия / Les Œuvres de miséricorde                                                    | Вердье            |                                 |
| 2013 |  | Маэль Ренуар               | Реформа пекинской оперы / La Réforme de l’opéra de Pékin                                        | Payot & Rivages   |                                 |
| 2014 |  | Элизабет Рудинеско         | Зигмунд Фрейд в своё время и в наше / Sigmund Freud en son temps et dans le nôtre               | Сёй               | также премия премий             |
| 2015 |  | Кристин Анго               | Невозможная любовь / Un amour impossible                                                        | Фламмарион        |                                 |
| 2016 |  | Ален Блотьер               | Как умер Батист / Comment Baptiste est mort                                                     | Галлимар          | также Большая премия Жана Жионо |
| 2017 |  | Грегуар Буйе               | Досье М / Le dossier M                                                                          | Фламмарион        |                                 |
| 2018 |  | Михаэль Ферье              | Франсуа, портрет отсутствующего / François, portrait d’un absent                                | Галлимар          |                                 |
| 2019 |  | Клоди Энзингер             | Большие олени / Les Grands Cerfs                                                                | Грассе            |                                 |
| 2020 |  | Грегори Ле-Флок            | Объехать мир и там побродить / De parcourir le monde et d'y rôder                               | Кристиан Буржуа   | также премия Вельпера           |
| 2021 |  | Ксавье Гальмиш             | Метафизический курятник / Le Poulailler métaphysique                                            | Le Pommier        |                                 |